# Guy Lecluyse
Pour les articles homonymes, voir Lecluyse.
Guy Lecluyse est un acteur et humoriste français, né le 2 juin 1962 à Menton (Alpes-Maritimes) qui a grandi à Tourcoing (Nord). Il est notamment connu du grand public pour son rôle de postier dans Bienvenue chez les Ch'tis.

## Biographie
Originaire de Tourcoing où il passe toute sa scolarité, Guy Lecluyse se destine très jeune à l'animation. Il passe son BAFD à Bouvignies puis se forme à l'animation de jour, du 28 septembre 1981 au 28 février 1982, à l'Institut national d'animation et de communication (INACOM) de Courbevoie où il aura pour professeur d'animation radio Patrice Arditti. Après une sélection à l'hôtel Casamya situé à Ordino en Andorre, il est retenu par Inn-Club, un voyagiste, et fait une saison comme animateur de jour dans un hôtel-club en Tunisie. Revenu en France, il débute au café-théâtre sur les planches du Petit Casino avec Pascal Sellem dans Nous, on sème !. Stéphane Collaro lui met le pied à l'étrier du petit écran, en le faisant passer derrière le bar du Bébête show. Il enchaîne par la suite téléfilms, publicités, séries et autres émissions de divertissement.
En 1992, il joue dans la série télévisée Les Années FM. Il fait les beaux jours de La Classe en duo avec Jean-François Dérec. Il est plusieurs fois à l'affiche au Point-Virgule avec Jean-François Dérec sous la production de Jean-Marie Bigard et dans son propre spectacle J'suis pas inquiet, coécrit et mis en scène par Jean-Marie Bigard et Jean-Jacques Devaux en 2004. Il joue au théâtre à la comédie Caumartin dans Quand la Chine téléphonera de Patricia Levrey mis en scène par Jean-Jacques Devaux en 2003. En 2006, il joue une série pour enfants La Famille Cro avec Sophie Planet et Thomas Doucet.
En 1997, il prête sa voix pour le jeu Motus présentée par Thierry Beccaro puis, un an plus tard, pour le jeu Qui est qui ? présenté par Marie-Ange Nardi, mais aussi pour le jeu Fa si la   du 19 avril 1999 au 19 mai 2000 présenté par Pascal Brunner.
Il fut également voix-off pendant plusieurs années pour l'émission E=M6, présentée par Mac Lesggy, se mettant même en scène dans quelques reportages.
En 2008, il joue notamment dans le film français le plus vu en salles, Bienvenue chez les Ch'tis. Il enchaîna depuis les rôles dans de nombreuses productions.
Début 2011, on le retrouve dans la publicité « In a divided world, Coke unites » de Coca-Cola, pour le Super Bowl XLV.
De 2011 à 2015, il incarne Michel Fontella, le père d'Adam et Ève dans la série télévisée Soda.
En 2019, il intègre la série Profilage, dans le rôle du commissaire Jacques Bérault.
Il est parrain de l'association AMMi, Association contre les Maladies Mitochondriales.

## Filmographie

### Cinéma
- 1988 : Les Gauloises blondes, de Jean Jabely : un légionnaire
- 1990 : Rendez-vous au tas de sable, de Didier Grousset : guitariste Attila's
- 2002 : Gangsters, d'Olivier Marchal : Babar
- 2003 : Les Clefs de bagnole, de Laurent Baffie : un client du bar
- 2003 : Rire et Châtiment, d'Isabelle Doval : Mort de rire Perestroika 3
- 2004 : 36 Quai des Orfèvres, d'Olivier Marchal : Groluc
- 2005 : Sauf le respect que je vous dois, de Fabienne Godet : Grégory
- 2006 : Comme tout le monde, de Pierre-Paul Renders : Roger, gardien de la zone
- 2007 : Chrysalis, de Julien Leclercq : Kovacs
- 2008 : Bienvenue chez les Ch'tis, de Dany Boon : Yann Vandernoout
- 2008 : MR 73, d'Olivier Marchal : Jumbo
- 2009 : Safari, d'Olivier Baroux : Bertrand
- 2009 : La Loi de Murphy de Christophe Campos : Émile
- 2010 : L'Italien d'Olivier Baroux : Maizière
- 2010 : Pleure en silence de JG Biggs : le père
- 2011 : Rien à déclarer de Dany Boon : Grégory Brioul
- 2011 : Au bistro du coin de Charles Nemes : Bertrand
- 2011 : Les Tuche d'Olivier Baroux : Theo Van Brick
- 2012 : Mais qui a retué Pamela Rose ? d'Olivier Baroux et Kad Merad : Kowachek
- 2013 : Une chanson pour ma mère de Joël Franka : Simon
- 2013 : Win Win de Claudio Tonetti : René Solis
- 2014 : Supercondriaque de Dany Boon : le malade avec un chat dans la gorge
- 2014 : Fiston de Pascal Bourdiaux : le commissaire
- 2016 : Amis publics d'Édouard Pluvieux : Bruno Adgé
- 2016 : Le Correspondant de Jean-Michel Ben Soussan : le pompiste
- 2018 : La Ch'tite famille de Dany Boon : Gustave
- 2018 : Love Addict de Frank Bellocq : le médecin
- 2019 : Just a Gigolo d'Olivier Baroux : Serge
- 2022 : Menteur d'Olivier Baroux : Jean-Pierre
- 2023 : Un stupéfiant Noël ! d'Arthur Sanigou : Père Noël
- 2024 : Heureux Gagnants de Maxime Govare et Romain Choay : Jean-Marc
- 2025 : 100 Millions ! de Nath Dumont : Bernard
- 2025 : Le Jour G de Claude Zidi Jr.

### Télévision
- 1992 : Les Années FM (série) : Théo Contact
- 1995 : Le Bébête show (émission) : le barman
- 1999 : PJ (saison 04, épisode 06) : Garnier
- 2004 : Dans la tête du tueur (téléfilm), Claude-Michel Rome : Philippe Duval
- 2005 : Avocats et Associés (série), épisode « L'héritage » : Alain Duval
- 2006 : Section de recherches (série), épisode « Dérapages » : Quentin Pommel
- 2006 : Trois Jeunes Filles nues (pièce de théâtre retransmise à la télévision) : un matelot
- 2006 : Hé M'sieur (téléfilm), de Patrick Volson : Milan Sousic
- 2007 : Confidences de Laurent Dussaux
- 2007 : La Famille Cro (série), de Frédéric Dantec : Balthazar
- 2008 : Flics (série), de Nicolas Cuche : Breunière
- 2009 : Sweet Dream (série de Canal+) : le vigile
- 2010 : Au bonheur des hommes de Vincent Monnet : Frédéric
- 2010 : En chantier, monsieur Tanner de Stefan Liberski : Bitz
- 2011 : La Grève des femmes de Stéphane Kappes : Gilles
- 2011 : Mystère au Moulin Rouge de Stéphane Kappes : Victor Lebreton
- 2011 : Soda (série de W9) : Michel (le père)
- 2011 : Flics (saison 2) : Breunière
- 2012 : On se quitte plus de Laurence Katrian : François Meynard
- 2012 : Soda (saison 2) : Michel (le père)
- 2013 : Soda (saison 3) : Michel (le père)
- 2014 : Soda, un trop long week-end : Michel (le père)
- 2015 : La Vie devant elles de Gabriel Aghion : Henri
- 2015 : On se retrouvera de Joyce Buñuel : Jean-Christophe Latour
- 2015 : Soda : Le Rêve américain : Michel (le père)
- 2016 : Commissariat Central (série de M6) : Commissaire Campanella
- 2017 : Les Bracelets rouges de Nicolas Cuche : Patrick
- 2017 : On va s'aimer un peu, beaucoup... de Julien Zidi : Régis
- 2019 : Scènes de ménages, prime La Ch'tite compèt' : Le présentateur du concours Super-Mémé
- 2020 : Profilage (saison 10) : Jacques Bérault (commissaire)[7]
- 2020 : La Promesse de Laure de Butler : Serge Fouquet
- 2023 : Pamela Rose, la série de Ludovic Colbeau-Justin : Tom Willing
- 2024 : R.I.P. Aimons-nous vivants ! de Frédéric Berthe : Sylvain

## Théâtre
- 1996 : Quand la Chine téléphonera de Patricia Levrey, mise en scène Jean-Jacques Devaux.
- 2014 : Le Tombeur de Robert Lamoureux, mise en scène Jean-Luc Moreau, tournée
- 2015 : Le Tombeur de Robert Lamoureux, mise en scène Jean-Luc Moreau, théâtre des Nouveautés
- 2018 : La Dame de chez Maxim de Georges Feydeau, mise en scène Alain Sachs, théâtre du Gymnase